# Lespedeza
Lespedeza es un género de cerca de 30 especies de plantas leguminosas (familia Fabaceae), llamadas tréboles japoneses. El género es nativo de regiones templadas a subtropicales del este de Norteamérica, este y sur de Asia y de Australasia.

## Culltivo y usos
Algunas especies sirven de plantas ornamentales, y/o como cultivos de forraje, especialmente en América, enriquecen el suelo y previenen la erosión. Pueden ser malezas en algunas áreas.
Contiene flavonoides que estimulan los riñones y hacen que bajen las tasas de uremia en sangre. Es usado en casos de nefritis.

## Especies
Lespedeza angustifolia

Lespedeza bicolor

Lespedeza buergeri

Lespedeza capitata

Lespedeza chinensis

Lespedeza cyrtobotrya

Lespedeza cyrtobuergeri

Lespedeza davidii 

Lespedeza davurica 

Lespedeza hirta (L.) Hornem. - amor seco grande de Cuba

Lespedeza homoloba

Lespedeza intermedia

Lespedeza intermixta

Lespedeza japonica

Lespedeza juncea

Lespedeza kagoshimensis

Lespedeza leptostachya

Lespedeza maximowiczii 

Lespedeza melanantha

Lespedeza pilosa

Lespedeza procumbens

Lespedeza repens

Lespedeza stuevei

Lespedeza texana

Lespedeza thunbergii

Lespedeza tomentosa

Lespedeza violacea

Lespedeza virgata

Lespedeza virginica